# Fantasia für Streicher
Fantasia für Streicher (Fantasia för stråkar) är en komposition av den tyske kompositören Hans Werner Henze. Den stod färdig 1966, som en del av soundtracket till Volker Schlöndorffs filmatisering av Robert Musils roman Den unge Törless förvillelser. Kompositionen har givits ut av Schott Music.

## Komposition
Fantasia für Streicher är en förkortad konsertversion av hela partituret till Der junge Törless, som aldrig har publicerats och endast framförts i filmen. Henze avslutade både filmmusiken och Fantasia 1966, och han valde specifikt renässansinstrument för filmmusikinspelningen, eftersom den avsiktligt komponerades för att likna barockstilen. Fantasia uruppfördes den 1 april 1967 i Berlin av Berlinerfilharmonikerna under ledning av Hans Zender. En del av Fantasia spelas under eftertexterna till skräckfilmen Exorcisten från 1973.

## Struktur
Strukturen i kompositionen är ett kontroversiellt ämne, för det är oklart i partituret hur många satser den består av. I den publicerade versionen innehåller verket sju satser. Men i partituret listas endast sex satser. Vissa experter har sagt att verket kan betraktas som en fyrsatsig komposition, eftersom satserna ett, två och tre alla liknar varandra, vilket skapar en tredelad adagio och används i filmen när familjen Törless anländer till skolan. Enligt själva partituret bör satserna vara enligt följande:
| Enligt partituret: 1. Adagio 2. Tempo eines Trauermarsch 3. Espressivo 4. Allegro – Poco meno mosso 1. Air 2. Pastorale 3. Air 1. Vivace 2. Epilogo | Enligt index: 1. Adagio 2. Tempo eines Trauermarsch 3. Espressivo 4. Allegro 5. Air 6. Vivace 7. Epilogo |

Kompositionen är skriven för violiner I, violiner II, viola, cello och kontrabasar. Henze använder dock divisi ett antal gånger genom hela kompositionen, till den grad att några av rösterna kan delas in i fler än fyra notrader. Ett framförande tar cirka 16 minuter.

## Inspelningar
Komposition har mycket sällan framförts, även om den har presenterats i andra audiovisuella produkter. Följande är en lista över inspelningar av Henzes Fantasia:
| Orkester                 | Dirigent         | Skivbolag           | År   | Format |
| ------------------------ | ---------------- | ------------------- | ---- | ------ |
| Collegium Musicum Zürich | Paul Sacher      | Deutsche Grammophon | 1968 | CD     |
| Camerata Salzburg        | Leonidas Kavakos | Orfeo               | 2003 | CD     |